# Miary Lamatihy
Miary Lamatihy est une commune rurale malgache située dans la partie centre-nord de la région d'Atsimo-Andrefana.